# Campeonato Mundial de Patinaje de Velocidad sobre Hielo de 1990
El LXXXIV Campeonato Mundial de Patinaje de Velocidad sobre Hielo se celebró en dos sedes: las competiciones masculinas en Innsbruck (Austria) del 17 al 18 de febrero y las femeninas en Calgary (Canadá) del 10 al 11 de febrero de 1990 bajo la organización de la Unión Internacional de Patinaje sobre Hielo (ISU), la Federación Austríaca de Patinaje sobre Hielo y la Federación Canadiense de Patinaje sobre Hielo.

## Resultados

### Masculino
| Evento                | Oro                                       | Plata                                          | Bronce                                      |
| --------------------- | ----------------------------------------- | ---------------------------------------------- | ------------------------------------------- |
| 500 m                 | Bae Ki-Tae Corea del Sur 37,37 s          | Ådne Søndrål · Noruega · 38,06 s               | Eric Flaim Estados Unidos 38,16 s           |
| 1500 m                | Ben van der Burg · Países Bajos · 1:56,23 | Ådne Søndrål · Noruega · 1:56,99               | Johann Olav Koss · Noruega · 1:57,19        |
| 5000 m                | Bart Veldkamp · Países Bajos · 6:56,82    | Johann Olav Koss · Noruega · 7:00,50           | Ben van der Burg · Países Bajos · 7:01,13   |
| 10000 m               | Bart Veldkamp · Países Bajos · 14:35,87   | Geir Karlstad · Noruega · 14:42,34             | Johann Olav Koss · Noruega · 14:42,52       |
| Clasificación general | Johann Olav Koss · Noruega · 164,099 pts. | Ben van der Burg · Países Bajos · 164,489 pts. | Bart Veldkamp · Países Bajos · 164,648 pts. |

### Femenino
| Evento                | Oro                                | Plata                                 | Bronce                              |
| --------------------- | ---------------------------------- | ------------------------------------- | ----------------------------------- |
| 500 m                 | Seiko Hashimoto Japón 40,22 s      | Herma Meijer · Países Bajos · 41,09 s | Zofia Tokarczyk · Polonia · 41,12 s |
| 1500 m                | Wang Xiuli China 2:03,54           | Seiko Hashimoto Japón 2:03,80         | Constanze Moser RDA 2:03,91         |
| 3000 m                | Jacqueline Börner RDA 4:19,86      | Gunda Kleemann RDA 4:20,15            | Heike Schalling RDA 4:21,61         |
| 5000 m                | Heike Schalling RDA 7:28,37        | Elena Belci · Italia · 7:28,75        | Constanze Moser RDA 7:29,88         |
| Clasificación general | Jacqueline Börner RDA 171,634 pts. | Seiko Hashimoto Japón 172,037 pts.    | Constanze Moser RDA 172,509 pts.    |

## Medallero
- Solo se otorgan medallas en la clasificación general.

| Núm. | País         | Oro | Plata | Bronce | Total |
| ---- | ------------ | --- | ----- | ------ | ----- |
| 1    | RDA          | 1   | 0     | 1      | 2     |
| 2    | Noruega      | 1   | 0     | 0      | 1     |
| 3    | Países Bajos | 0   | 1     | 1      | 2     |
| 4    | Japón        | 0   | 1     | 0      | 1     |
|      | TOTAL        | 2   | 2     | 2      | 6     |